# Château de Ris
Pour les articles homonymes, voir Château de Ris (homonymie).
Ne doit pas être confondu avec Château Dranem.
Le château de Ris, ou Risse ou encore Ristz, est un manoir dont l'origine remonte au milieu du XVe siècle, situé à Besson, en France.

## Localisation
Le château de Ris est situé sur le territoire de la commune de Besson, dans le département de l'Allier, en région Auvergne-Rhône-Alpes, à 500 m à l'ouest du bourg.

## Description
Le château de Ris est composé d'un corps de logis avec de vastes pièces à cheminées, flanqué de deux tours rondes à l'est et d'une tourelle d'escalier à l'ouest. Porte d'entrée avec tympan à crochets et pinacles,.

## Histoire
Du XVIe siècle jusqu'au milieu du XVIIIe siècle, Ris appartenait à la famille de Troussebois, originaire de Souvigny.
Le château fait l’objet d’une inscription au titre des monuments historiques par arrêté du 13 février 1928.